# Pskovska sodna listina
Pskovska sodna listina (rusko Пско́вская су́дная гра́мота, latinizirano: Pskovskaja sudnaja gramota), znana tudi kot Pskovska listina, je bila zakonik Pskovske republike. Vsebovala je 120 členov, od katerih jih je bilo 108 sprejetih leta 1397, preostali pa so bili sprejeti kasneje do leta 1467 z odločitvami pskovskega veča (skupščine). Skupaj z Novgorodsko sodno listino je bila pomemben vir za Sudebnik (Zakonik) iz leta 1497, sprejet pod carjem Ivanom III., ki je bil prva zbirka zakonov enotne ruske države. Listina velja za spomenik ruskega prava.

## Opis
Ohranjen je le le en popoln izvod listine. Manjši odlomek, znan kot Sinodalni prepis, je leta 1812 odkril in objavil zgodovinar Nikolaj Karamzin. Celotno besedilo tako imenovane Voroncove kopije je leta 1847 našel in objavil Nikolaj Murzakevič. Listina vsebuje 120 členov. Številni avtorji menijo, da so bila ohranjena besedila prepisana iz nepopolnih prepisov. 
V preambuli Sinodalnega prepisa piše: 
"Ta listina je bila prepisana [napisana] iz listine velikega kneza Aleksandra in listine kneza Konstantina ter vseh zapisov o starodavnih pskovskih običajih, z blagoslovom njegovih očetov, duhovnikov petih stolnih cerkva in menihov in diakonov in duhovnikov ter vse Božje duhovščine s strani celotnega Pskova na veču leta 6905."
Čeprav se preambula nanaša na leto 6905 po bizantinskem koledarju (leto 1396/1397), sta bila v Pskovu takrat le dve stolni okrožji. Peto je bilo uvedeno leta 1462, šesto pa leta 1471, kar kaže na datum uzakonitve nekje med letoma 1462 in 1471.  Prevladujoče mnenje je, da je bila prva redakcija končana leta 1397, zadnja pa med letoma 1462 in 1471.
Listina je odražala najpomembnejše vidike družbeno-ekonomskega in političnega življenja v Pskovu v 14. in 15. stoletju. Zaščitila je zasebno lastnino, zlasti fevdalno zemljiško lastništvo, urejala postopke za uradno registracijo zemljiškega lastništva in sodno obravnavo zemljiških sporov ter opredelila status tako imenovanih izornikov, kategorije fevdalno odvisnih kmetov. Številni členi listine so posvečeni trgovinskim odnosom, kot so nakup in prodaja, zastavljanje, posojila in najemanje delovne sile. Zakonik je predvideval smrtno kazen za politična in običajna težka kazniva dejanja.